# Петриківський музей етнографії, побуту та мистецтва
Петриківський музей етнографії, побуту та мистецтва — спеціалізований етнографічний музей в селищі Петриківка на Дніпропетровщині. Відкритий 13 грудня 2010 року при Петриківському центрі народного мистецтва.

## Надбання музею
Тут відтворено найкраще що було в розписі за весь час його існування. Більша частина експозиції присвячена саме тому періоду коли петриківка була в розквіті. Представлено зразки розпису Соколенка, родини Панків, Самарської, Глущенка, Нагай, Горбулі, Масюкевич, Пікушів, та інших відомих петриківчан, що творили свої шедеври на фабриці. Загалом експозиція складається з підлакових виробів (тарелі, шкатулки, ложки, кухонні набори, та інші вироби з дерева, що покриті лаком), які випускала в той період фабрика народних промислів «Дружба», та представлено невелику кількість полотен з петриківським розписом, бо, як відомо, за часів фабрики, полотна не були такі актуальні як підлакові речі.
Найголовніший експонат музею — каталог майстрині Ганни Самарської. Народний художник України, заслужений майстер народної творчості, Ганна Миколаївна показала унікальність своїх робіт в цій збірці. Розмаїття квітів, листочків, ягід. Такого не знайти ніде.

### Колекції музею
- археологічна;
- етнографічна;
- нумізматика;
- кераміка і порцеляна;
- фотофонокіновідео матеріали;
- книжково-архівне зібрання.

### Експозиційний зал
- «Історія, розвиток та сучасність петриківського розпису»

## Сьогодення
У музеї є екскурсії та майстер-класи для дітей та дорослих. Тут розкажуть, як замішати яєчну темперу, якою малюють петриківський розпис, як правильно накладати фарби, зробити вдома «котячий» пензлик та багато іншого.
Також музей проводить зустрічі з художниками, письменниками, акторами, творчими колективами, волонтерами, ветеранам. Всі гості можуть насолодитися піснями, танцями, віршами.